# Igino Sderci
Nicolo Igino Sderci (Gaiole in Chianti 7 de diciembre de 1884 – Florencia 24 de mayo de 1983) fue un lutier italiano.
Constructor de óptima habilidad, realizó más de 700 instrumentos. Ganó dos veces la medalla de oro en el Concurso Stradivariano. La primera en 1937, en Cremona, durante la celebración del bicentenario del nacimiento de Stradivarius, y la segunda en 1949.
Hijo de una familia de agricultores con una cierta predisposición para el trabajo con la madera, se desempeñó durante 19 años como tallador en el laboratorio de sus parientes los Corsini, de Siena; En ese período construyó su primer violín como autodidacta, instrumento que presenta al dueño de una tienda de instrumentos musicales de Siena, el señor Olmos. Este último queda sorprendido por las capacidades de Sderci y en 1917, aprovechando la presencia en Siena de Leandro Bisiach, quien se encontraba en la ciudad como huésped del conde Conduzco Chigi-Saracini preparando el montaje de un museo de instrumentos clásicos, le presentó el Sderci.
Sderci comenzó a dedicarse a la lutería en Siena, transfiriéndose en el año 1917 a Milán, para trabajar en el laboratorio de Leandro Bisiach, donde se perfeccionó como lutier.
Durante su periodo en Siena, y gracias al conde Chigi, llegaron muchos instrumentos musicales de lutieres cremoneses. Gracias a esto, Sderci pudo estudiar tantos instrumentos, tomar medidas, espesores, abovedado, formas y moldes de yeso, conocimiento que le fue muy útil para su posterior actividad como lutier.
Finalmente se traslada a Firenze en el 1924, abriendo un taller en su casa, en la vía Montanara 6.
Sderci se basaba en los modelos clásicos italianos (como Stradivarius y Guarneri), con una fuerte personalidad en el dibujo y en la interpretación de los detalles (volutas, puntas, bordes). Sus instrumentos son de óptimo nivel, con acabados y tallados impecables. Usaba un pintura delgada, de color amarillo ámbar a menudo sobre fondo dorado, y en algunos casos ligeramente más roja.
En 1965 la revista "The Strad" le dedicó un artículo donde daba fe de la admiración con la cual otros lutieres contemporáneos como Dario I Vettori, Ferdinando Ferroni y Lapo Casini se acercaban a su laboratorio para admirar el trabajo del anciano maestro. Son notorias sus colaboraciones y los intercambios epistolares con Simone Fernando Sacconi y Carlo Bisiach
En 1967 el Conservatorio de Música "Luigi Cherubini" de Florencia decide ampliar su colección de instrumentos y a tal fin encargó a Sderci una viola y un violín a Ansaldo Poggi y un violoncello a Marino Capicchioni. Dichos instrumentos pasaron a enriquecer una colección que ya incluía una viola tenor de Antonio Stradivarius y un controviolin de Valentino de Zorzi. En 1978, Sderci recibió un premio a la carrera artística otorgado por la Escuela de Música de Fiesole. Como gesto de agradecimiento, Sderci donó uno de sus violines a esta institución. 
Son particularmente apreciadas sus violas. Entre ellas quizás la más conocida es la "Farulli" construida en el 1939 sobre un modelo de Pietro Giovanni Guarneri para el músico Piero Farulli, particularmente apreciada por este último, quien, entusiasta de la belleza y del sonido del instrumento, no quiso que fuera barnizado ni coloreado: lo tocó hasta que la madera se arruinó por el sudor de las manos y por la perrubia liberada por el arco al rozar sobre las cuerdas. Sólo a estas alturas hizo barnizar la viola.
Entre sus alumnos, su hijo Luciano Sderci (Siena 1917 - Florencia 1986) quien prosiguió el trabajo del padre, Roberto Ignesti, violinista y profesor de orquesta y Mitsumasa Usui (Japón 1945- Florencia 1987)